# Papa to Kiss in the Dark
Papa to Kiss in the Dark (japonsky パパとKISS IN THE DARK) je japonská light novela s homosexuální tematikou od Kena Nambarua. Podle light novely vzniklo v roce 2005 dvoudílné OVA anime. Závěrečnou znělkou OVA epizod je „Close to you“ od It's.

## Příběh
Mira Munakata má 15 let a nastupuje na novou školu. Tam se dozvídá, že jeho otec není jeho biologickým otcem a v televizi se stále častěji říká, že Kjósuke, známá hollywoodská hvězda, si bere ještě známější herečku Micuki Ucunomiji. Mira se začíná bát, že Kjósukeho ztratí.

## Postavy
- Mira Munakata (japonsky 宗方 実良, Munakata Mira)

Dabing: Hikaru Midorikawa
- Kjósuke Munakata (japonsky 宗方 鏡介, Munakata Kjósuke)

Dabing: Šiničiró Miki
- Kazuki Hino (japonsky 日野 一樹, Hino Kazuki)

Dabing: Susumu Čiba
- Micuki Ucunomija (japonsky 宇都宮 美月, Ucunomija Micuki)

Dabing: Masako Kacuki
- Takajuki Ucunomija (japonsky 宇都宮 貴之, Ucunomija Takajuki)

Dabing: Takehito Kojasu
- Šun Sakurai (japonsky 桜井 シュン, Sakurai Šun)

Dabing: Takuma Terašima